# Пасхалис Вергидис
Пасхалис Вергидис (на гръцки: Πασχάλης Βεργίδης) е македонски гъркоманин, участник в Гръцката въоръжена пропаганда в Македония.

## Биография
Роден е в 1892 година в смесената българо-гъркоманска паланка Просечен, която тогава е в Османската империя, днес Просоцани, Гърция. Още съвсем млад се включва във въоръженото крило на Просеченския комитет на Гръцката въоръжена пропаганда в Македония. Става четник при капитан Андонис и действа между Зъхна и Сяр и при капитан Пеос. В март 1905 година е предаден от Д. Кефалас и лежи в затвора 1 година. В 1912 година влиза в андартската част на Дукас Гайдадзис. В периода 1916 - 1918 година бяга в Солун, за да избегне арест и се установява там. Умира в 1960 година. Награден е с медал „Македонска борба“ от гръцкото правителство.